# 28e régiment de dragons
Pour les articles homonymes, voir 28e régiment.
Le 28e régiment de dragons (ou 28e RD), est une unité de cavalerie de l'armée française, créé sous le Premier Empire à partir du 7e régiment bis de hussards, dont l'origine remonte aux Hussards de la Liberté un corps de hussards volontaires nationaux constitué pendant la Révolution française. Elle est actuellement dissoute.

## Création et différentes dénominations
- 2 septembre 1792 : création du 1er corps des Hussards de la Liberté.
- 1er mai 1794 : le 1er corps des Hussards de la Liberté prend le nom de 7e Régiment bis de Hussards
- 25 août 1794 : Les Hussards du corps des Partisans de l'Armée du Rhin sont intégrés au régiment.
- 24 septembre 1803 : transformé en 28e régiment de dragons
- 12 mai 1814 : Le régiment est distribué entre les quinze régiments conservés.
- Le no 28 devient vacant
- 1887 : création du 28e régiment de dragons.
- 1927 : Dissous.
- 1956 : 28e régiment de dragons.
- 1962 : Dissous.

## Chefs de corps
- 1803 - 1804 : chef de brigade Detrès (commandant du 7e hussards bis depuis 1798)[1]
- 1807 - 1813 : colonel Pelletier[2],[1]
- 1813 - 1814 : colonel de Villars
- 1887 - 1889 : colonel de Benoist[1]
- 1889 - 1893 : colonel de Valentin de la Tour[1]
- 1893 - 1898 : colonel Burnez[1]
- 1898 : colonel Baudot[1]
- 1901 : colonel Lavraive[réf. nécessaire]
- 1962 : Chef d'escadrons Pierre Cadart[réf. nécessaire]

## Étendard
Il porte, cousues en lettres d'or dans ses plis, les inscriptions suivantes,.
- Wagram 1809
- La Moskova 1812
- L'Yser 1914
- L'Aisne 1918
- AFN 1952-1962

## Historique des garnisons, combats et batailles

### Guerres de la Révolution et de l’Empire
- En Italie de 1805 à 1811[1]

« Parmi les corps qui se sont distingués je dois citer spécialement les 28e et 29e dragons. »

— Prince Eugène de Beauharnais,  9 mai 1809
- 1812 : Campagne de Russie[1]
- 1813 : Campagne d'Allemagne[1]

« En moins de 8 minutes, les 28e et 30e régiments de dragons firent 5 000 prisonniers, prirent 8 pièces et 5 drapeaux »

— Général Reizet, Rapport sur l'affaire du 27 août 1813
.
- 16-19 octobre : Bataille de Leipzig

- 1814 : Campagne de France[1]
  - 14 février 1814 : Bataille de Vauchamps
  - 28 mars : Bataille de Claye et Combat de Villeparisis

### Première Guerre mondiale

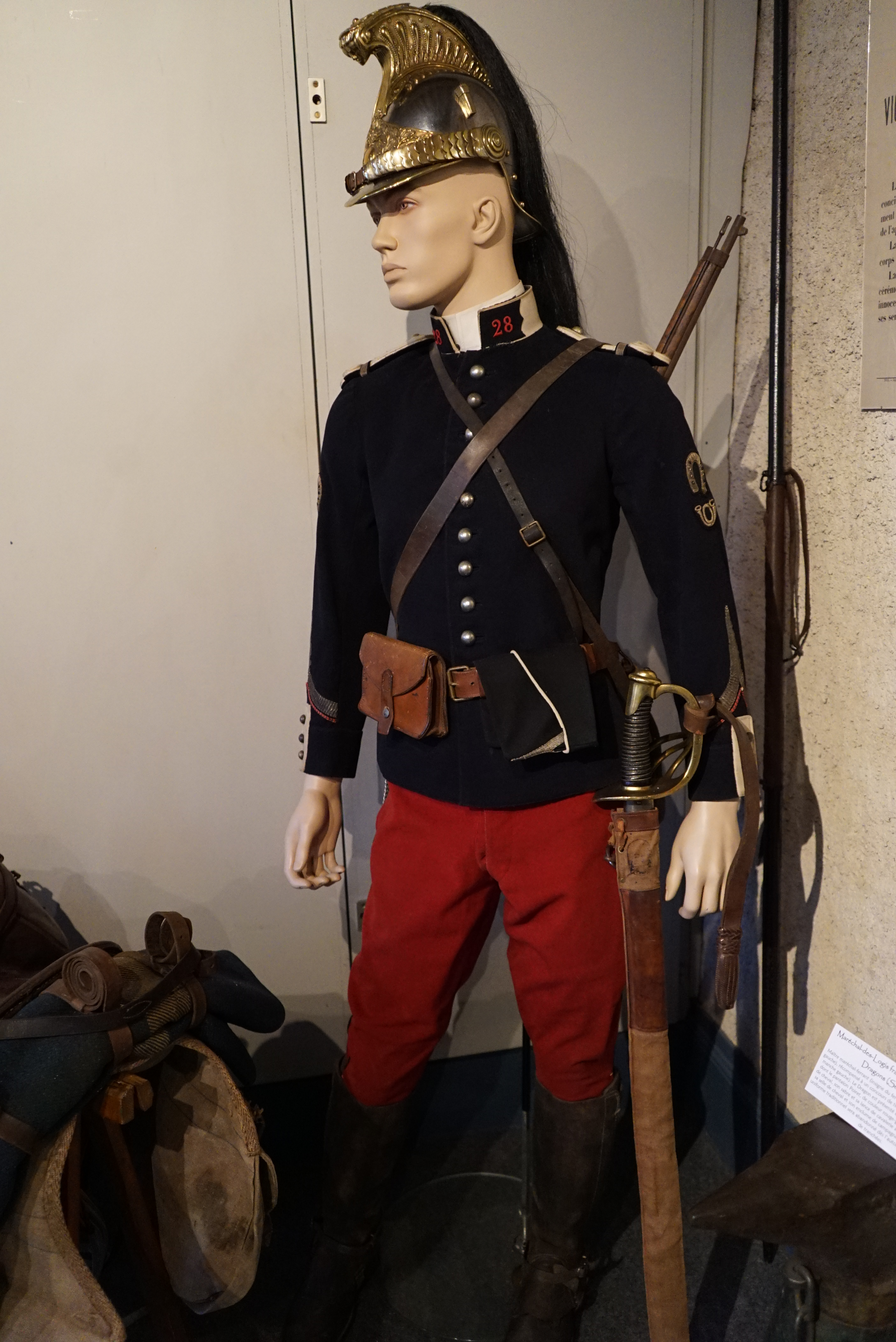
Maréchal des logis du et sa selle.

### Entre-deux-guerres
Il est dissous le 25 octobre 1927.

### De 1945 à nos jours
Au cessez-le-feu du 19 mars 1962 en Algérie et en application des accords d'Évian du 18 mars 1962, le 28e régiment de dragons crée, comme 91 autres régiments, une des 114 unités de la Force locale algérienne pour le maintien de l'ordre, la 479e UFL-UFO, composée de 10 % de militaires métropolitains et de 90 % de militaires algériens, au service de l'Exécutif provisoire algérien, jusqu'à l'indépendance de l'Algérie.
Le 28e régiment de dragons est dissout sur place le 15 octobre 1962.

## Traditions et uniformes

### Devise
Je me fais jour.

## Personnages célèbres ayant servi au28eRégiment de Dragons
- Robert Nicolas Gaspard de Custine, 1808-1809
- Prosper Keller, 1879-1880
- Louis Gaëtan Dimier de La Brunetière, 1893-1897
- Marcel Courmes, 1910-1911

## Sources et bibliographie
- Ministère de la Guerre, Historiques des corps de troupe de l'armée française (1569-1900), Paris, Berger-Levrault, 1900 (lire en ligne), p. 540.
- Général Andolenko, Recueil d'historique de l'arme blindée et de la cavalerie, Paris, Eurimprim, 1968
- Général Suzane, Histoire de la cavalerie française, Paris, Dumaine, 1874.
- Les Hussards français, Tome 1, De l'Ancien régime à l'Empire, Histoire & Collections
- Les extraordinaires tenues de l'armée d'Orient : chasseurs et hussards, revue Uniforme, no 76, 1983
- Stéphane Bouchard, Historique du 28e régiment de dragons, Paris, Berger-Levrault, 1893 (lire en ligne).
- Historique du 28e régiment de dragons pendant la campagne 1914-1918, Nancy, Berger-Levrault, 43 p., lire en ligne sur Gallica.